# Дмитриевка (Мазановский район)
В Амурской области также есть Дмитриевка в Ивановском районе и Дмитриевка в Свободненском районе.
Дми́триевка — село в Мазановском районе Амурской области России. Административный центр Дмитриевского сельсовета.

## География
Село Дмитриевка стоит на левом берегу реки Бирма (левый приток Зеи), напротив села Кольцовка.
Расстояние до районного центра Мазановского района села Новокиевский Увал (через Бичуру, Сапроново, Христиновку и Юбилейное) — 45 км.
От села Дмитриевка на восток (вверх по левому берегу Бирмы) идёт дорога к сёлам Каничи, Паутовка и Маргаритовка.

## Население
| 2002 | 2010 | 2012 | 2013 | 2014 | 2015 | 2016 |
| ---- | ---- | ---- | ---- | ---- | ---- | ---- |
| 214  | ↘206 | ↘191 | ↘179 | →179 | →179 | ↘175 |
| 2017 | 2018 |      |      |      |      |      |
| ↘171 | ↘168 |      |      |      |      |      |

## Улицы
| - ул. Лесная, - ул. Новая, - пер. Речной, | - ул. Советская, - ул. Центральная, - пер. Школьный. |